# 940 Kordula
940 Kordula
940 Kordula là một tiểu hành tinh bay quanh Mặt Trời.